# Liste der Monuments historiques in L’Isle-sur-le-Doubs
Die Liste der Monuments historiques in L’Isle-sur-le-Doubs führt die Monuments historiques in der französischen Gemeinde L’Isle-sur-le-Doubs auf.

## Liste der Objekte
| Bezeichnung      | Beschreibung | Standort                                    | Kennzeichnung | Schutzstatus | Datum | Bild |
| ---------------- | --- | ------------------------------------------- | ------------- | ------------ | ----- | ---- |
| Kreuzreliquiar   | Silber, vergoldet, Holz, Edelsteine, bezeichnet 1575, mit Elementen aus dem 14. Jahrhundert; in der Schatzkammer der Kathedrale St-Jean-et-St-Étienne in Besançon aufbewahrt | in der Kirche Nativité-de-Notre-Dame (Lage) | PM25000835    | Classé       | 1901  |      |
| Kelch und Patene | Silber, vergoldet, Bronze, Edelsteine, nachträglich bezeichnet 1442; in der Schatzkammer der Kathedrale St-Jean-et-St-Étienne in Besançon aufbewahrt                         | in der Kirche Nativité-de-Notre-Dame (Lage) | PM25000836    | Classé       | 1908  |      |